# Климушев Володимир Якович
Володимир Якович Климушев (нар. 1909, місто Тотьма Вологодської губернії, тепер Вологодської області, Російська Федерація — ?) — радянський комуністичний діяч, заступник начальника Управління пропаганди і агітації ЦК КП(б)У, секретар Сталінського та Дніпропетровського обкомів КП(б)У. Депутат Верховної Ради УРСР 2-го скликання.

## Біографія
Народився у родині сільського вчителя. У 1924 році вступив до комсомолу. Перебував на відповідальній комсомольській роботі.
Член ВКП(б) з 1930 року.
У 1930 році закінчив Московський індустріально-педагогічний інститут імені Карла Лібкнехта.
У 1930—1936 роках — завідувач партійного кабінету партійного комітету Московського електрозаводу; завідувач сектору агітації Бауманського районного комітету ВКП(б) міста Москви; заступник завідувача агітаційно-масового відділу Краснопресненського районного комітету ВКП(б) міста Москви; секретар партійного комітету ВКП(б) Пресненського механічного заводу Москви; секретар партійного комітету ВКП(б) Московського заводу «Пролетарский труд».
У 1936—1945 роках — інструктор Московського міського комітету ВКП(б); лектор Московського міського комітету ВКП(б). Під час німецько-радянської війни брав діяльну участь у захисті Москви від німецьких військ.
У березні 1945 — вересні 1946 року — секретар Сталінського обласного комітету КП(б)У з пропаганди.
У вересні 1946 — вересні 1947 року — 1-й заступник начальника Управління пропаганди і агітації ЦК КП(б)У. Одночасно в листопаді 1946 — 1948 року — відповідальний редактор журналу ЦК КП(б)У «Партійне життя».
У березні 1948 — листопаді 1955 року — секретар Дніпропетровського обласного комітету КП(б)У з питань пропаганди і агітації.
З 1955 року — доцент Московського енергетичного інституту; заступник начальника і начальник Управління викладання суспільних наук Міністерства вищої і середньої спеціальної освіти РРФСР.

## Нагороди
- орден «Знак Пошани» (23.01.1948)
- ордени
- медаль «За оборону Москви»
- медаль «За доблесну працю у Великій Вітчизняній війні 1941—1945 років»
- медалі